# 野馬 (科羅拉多州)
野馬（英語：Wild Horse）是位於美國科羅拉多州夏延縣的一個非建制地區。該地的面積和人口皆未知。

## 地理
野馬的座標為38°49′32″N 103°00′42″W / 38.82556°N 103.01167°W，而該地的平均海拔高度為1364米（即4475英尺）。